# قانون الانتخابات الإيطالي 2017

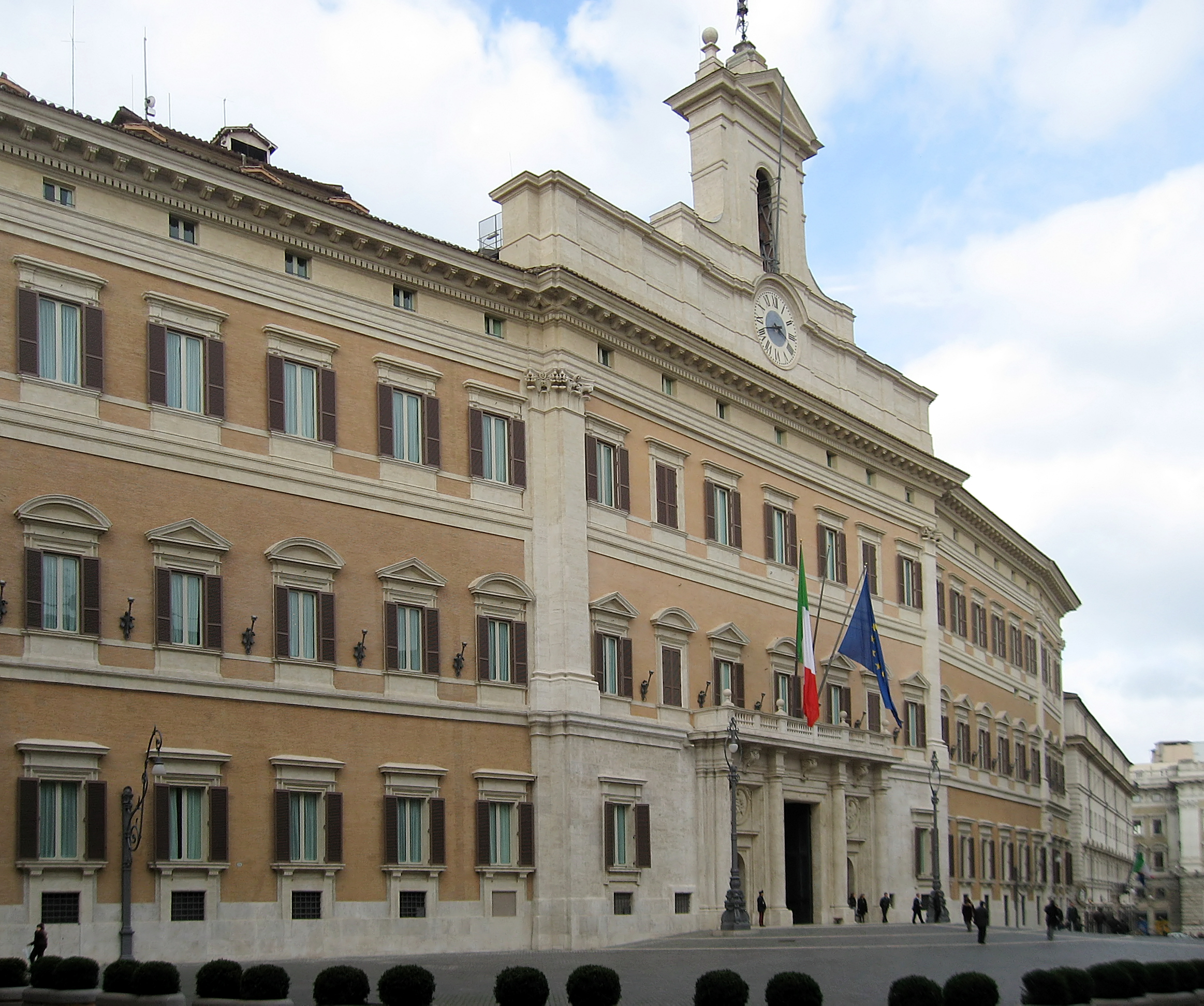
قصر المونتيشيتوريو، مقر مجلس النواب للجمهورية الإيطالية ، أحد مجلسي البرلمان.

قانون الانتخابات الإيطالي لعام 2017، المعروف بالعامية باسم روساتيللوم بيس Rosatellum bis أو اختصاراً روساتيللوم Rosatellum نسبة لـ إيتوري روساتو، زعيم الحزب الديمقراطي (PD) في مجلس النواب الإيطالي، وهو أول من اقترح هذا القانون الجديد، وهو نظام إنتخابات موازي، بمعنى أنه نظام مختلط يجمع بين نظام الفائز الأول FPTP (وهو نظام الدوائر) ونظام التمثيل النسبي PR، حيث يتم وفقاً لهذا القانون تخصيص 37% من المقاعد باستخدام نظام الفائز الأول و 63% باستخدام نظام التمثيل النسبي، ويتم التصويت لانتخاب مجلسي البرلمان، النواب والشيوخ، في جولة واحدة. ووفقا لهذ النظام لا تختلف عملية توزيع المقاعد النسبية في كل من مجلس النواب ومجلس الشيوخ، فكلاهما يستخدم طريقة المتبقي الأكبر في عملية توزيع المقاعد النسبية.
كان قانون الانتخابات الجديد عند تقديمه لمجلس النواب مدعومًا من الحزب الديمقراطي PD وشريكه في الحكومة حزب المبادرة الشعبية، وأيضًا من قبل أحزاب المعارضة فورزا إيطاليا وليجا نورد والتحالف الشعبي الليبرالي. وعلى الرغم من الاحتجاجات العديدة من حركة الخمس نجوم والحركة الديمقراطية والتقدمية، واليسار الإيطالي، وإخوان إيطاليا، فقد جرت الموافقة على هذا القانون الانتخابات من قبل مجلس النواب بأغلبية 375 صوتًا مقابل 215، وذلك في 12 أكتوبر 2017. فيما تمت لاحقاً الموافقة على القانون من قبل مجلس الشيوخ في 26 أكتوبر 2017 بأغلبية 214 صوتًا مقابل 61.
وينظم هذا القانون كيفية انتخاب غرفتي البرلمان (وهما مجلس النواب ومجلس الشيوخ)، حيث حل هذا القانون محل قانون 2005 المسمى بورتشيلليوم ( Porcellum) وقانون 2015 ايتاليكوم (Italicum) والذي تم تعديلهما من قبل المحكمة الدستورية الإيطالية بعد الحكم بعدم دستورية أجزاء من محتواهما.

## خلفية تاريخية

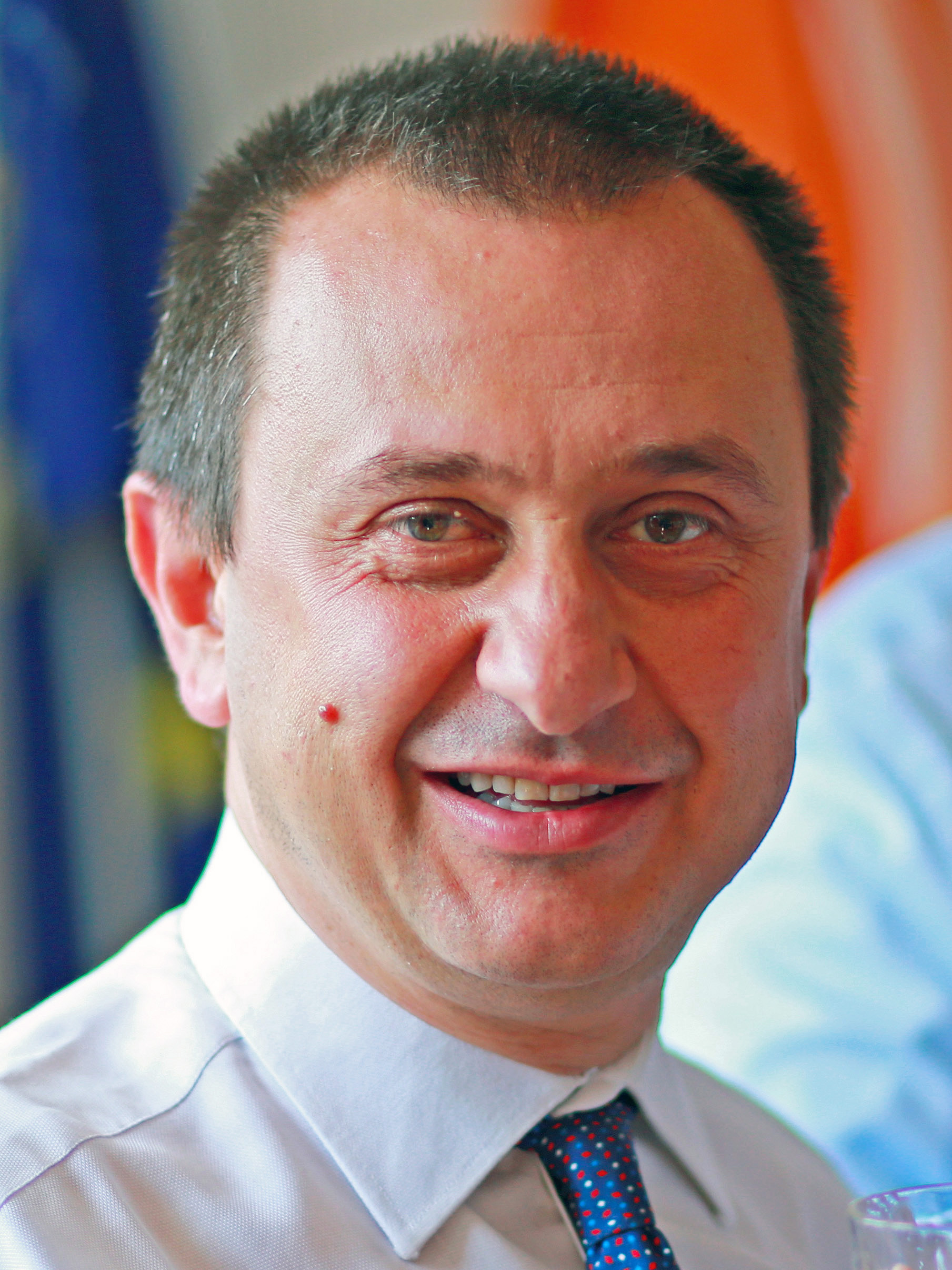
إيتوري روساتو، زعيم الحزب الديمقراطي السابق في مجلس النواب الإيطالي والمؤيد الرئيسي لقانون الانتخابات لعام 2017.

كنتيجة لرفض إصلاح مجلس الشيوخ في الاستفتاء على الدستور الإيطالي لعام 2016، انتهى الأمر بغرفتي البرلمان الإيطالي بحصول كل واحدة منها على قانون مختلف عن الآخر ويفتقران إلى التوحد. وفي واقع الأمر، كان القانون الانتخابي الخاص بمجلس النواب الذي أقرته حكومة ماتيو رينزي والمسمى ايتاليكوم، القائم على مبدأ الفائز يأخذ كل شيء، لا يزال ساري المفعول، بينما في مجلس الشيوخ كان النظام المعمول به هو نظام تمثيل نسبي بحت (ويقوم على بقايا ما كان يُعرف بنظام بورتشيلليوم Porcellum، وهو القانون الانتخابي الذي أقرته حكومة سيلفيو برلسكوني في عام 2005، ثم اعتبرته المحكمة الدستورية في يناير 2014 غير دستوري على نطاق واسع). ويختلف النظامان في جوانب كثيرة، من بينها إمكانية تشكيل الائتلافات قبل الانتخابات (حيث كان مسموح بها في مجلس الشيوخ فقط) وما يسمى بالعتبة الانتخابية أو نسبة الحسم والتي تمثل الحد الأدنى من الأصوات (كنسبة أو كعدد) والتي تشترط بعض القوانين الانتخابية على كل حزب الحصول عليها كحد أدنى كي يُسمح له مبدئياً بدخول مجلس النواب والتمثيل البرلماني.
في يونيو 2017، اتفق الحزب الديمقراطي مع حركة الخمس نجوم وحزب فورزا إيطاليا وحزب الرابطة الشمالية على قانون عُرف باسم تيديشيللوم (Tedeschellum)، وهو نظام مشابه للنظام الانتخابي المطبق في ألمانيا. غير أن الاتفاق بين الأحزاب الأربعة لم يُكتب له النجاح في جلسة التصويت السري التي عُقدت خلال القراءة الأولى لمشروع القانون في مجلس النواب ومن ثم تم تنحية المشروع جانباً.
بعد أسابيع قليلة من رفض مجلس النواب لمشروع القانون اقترح إيتوري روساتو، زعيم مجموعة الحزب الديمقراطي في مجلس النواب، مشروع قانون جديد قائم على قواعد النظام المختلط، مع تخصيص نصف المقاعد للانتخاب باستخدام نظام الفائز الأول FPTP (نظام الدوائر الانتخابية) وتوزيع النصف الآخر باستخدام نظام التمثيل النسبي، غير أن مسودة مشروع القانون لم تحظ بشعبية كافية في مجلس النواب، حيث اعتبرت العديد من أحزاب المُعارضة أن عدد المقاعد المخصصة لنظام الفائز الأول مرتفع للغاية.
فيما بعد وتحديدا في 14 أكتوبر 2017 تمت الموافقة على نسخة مُعدَّلة ومُنقَّحة من روتشاتيللوم، المعروف بمسمى روتشاتيللوم بيس من قبل مجموعة من الأحزاب في مجلس النواب وهي PD و FI و LN و AP و ALA، ليصبح القانون الانتخابي الجديد هو المعتمد لانتخاب غرفتي البرلمان، النواب والشيوخ.

## الخصائص الرئيسية للقانون وآلياته
في الانتخابات الوطنية يتم وفقاً لهذا القانون استخدام نظام الصوت الواحد داخل نظام التصويت الموازي في جولة تصويت واحدة، وذلك من خلال تخصيص 36.825397 % من المقاعد للانتخاب باستخدام نظام الفائز الأول و 63.174603 % للانتخاب باستخدام النظام النسبي (وهذه النسبة الأخيرة تشمل المقاعد المخصصة لـ الإيطاليون بالخارج)، ولا يختلف مجلسا الشيوخ والنواب عن بعضهما في طريقة توزيع المقاعد النسبية، فكلاهما يستخدم طريقة المتبقي الأكبر لتوزيع المقاعد.
بعد الاستفتاء الدستوري لعام 2020، اسفرت نتيجة انتخاب مجلس الشيوخ عن انتخاب 200 عضو، كما يلي:
- 74 عضواً تم انتخابهم في الدوائر الانتخابية الفردية.
- 122 عضواً تم انتخابهم عن طريق نظام التمثيل النسبي.
- 4 أعضاء تم انتخابهم من قِبل الإيطاليون في الخارج.
- عدد صغير ومتغير من الأعضاء الذين يتم تعيينهم في المجلس مدى الحياة من قِبل رئيس الجمهورية وفقًا لأحكام دستورية خاصة، ويطلق عليهم صفة الاعضاء المؤبدين، وهم رؤساء الجمهورية السابقين وما لا يزيد عن 5 أعضاء من فئة العلماء والكتاب والفنانين والشخصيات الاجتماعية والسياسيين والأباطرة.

يتم انتخاب مجلس الشيوخ في ورقة تصويت واحدة. وتشمل ورقة التصويت أسماء المرشحين في المقاطعة وفقاً لنظام الأكثرية البحتة، كما تشمل أسماء الأحزاب والقوائم الحزبية التي تدعم كل واحد منهم، والتي تستخدم في عملية توزيع مقاعد التمثيل النسبي التي تخضع لنسبة 3 ٪ من الأصوات كعتبة انتخابية أو كنسبة حسم مطلوب الحصول عليها كحد أدنى لتمثيل الحزب في البرلمان.
بعد الاستفتاء الدستوري لعام 2020، اسفرت نتيجة انتخاب مجلس النواب عن انتخاب 400 عضو، كما يلي:
- 147 تم انتخابهم في الدوائر الانتخابية الفردية.
- 245 تم انتخابهم عن طريق نظام التمثيل النسبي.
- 8 تم انتخابهم من قبل الإيطاليين في الخارج.

وكما هو الحال بالنسبة لانتخاب مجلس الشيوخ، يتم انتخاب مجلس النواب في ورقة تصويت واحدة.
أما الآلية المعقدة المعروفة باسم scorporo، والتي كانت تستخدم في قانون ماتاريللوم (Mattarellum) لجدولة أصوات التمثيل النسبي فقد تم إلغاءها في قانون الانتخابات الجديد.
كما أعاد القانون الجديد العمل بنظام القائمة المغلقة للقوائم الحزبية في ورقة التصويت الثانية، أي استبعاد الناخبين من قرار تحديد منهم أعضاء هذا الحزب أو ذاك الذين سيدخلون البرلمان، الأمر الذي يضمن لكل حزاب إعادة انتخاب قادة الحزب الذين تراجعت شعبيتهم بشكل سريع، وكان من المقرر إجراء انتخابات جديدة بمجرد تطبيق القانون الانتخابي الجديد بشكل كامل.

### ورقة التصويت

ورقة التصويت

في ورقة التصويت، والتي تشمل التصويت للنظامين، نظام الفائز الأول ونظام التمثيل النسبي، تَظهَر أسماء المرشحي في الدوائر الانتخابية ذات العضو الواحد مقرونة برموز القوائم الحزبية المعتمدة لانتخابات المقاعد المخصصة للقوائم الحزبية.
وللناخبين أن يُدلون بأصواتهم بثلاث طرق مختلفة:
- وضع علامة على رمز القائمة: في هذه الحالة يمتد صوت الناخب إلى المرشح في الدائرة الانتخابية الفردية الذي تدعمه تلك القائمة.
- وضع علامة على اسم مرشح في الدائرة الانتخابية الفردية وعلامة أخرى على رمز قائمة واحدة تدعم نفس المرشح وستكون النتيجة هي نفسها التي تم شرحها أعلاه في الفقرة السابقة؛ ولا يُسمح هنا بالتصويت الثنائي، أي أنه لا يمكن للناخبين التصويت في وقت واحد لمرشح في دائرة الانتخابية ولقائمة حزبية أخرى غير مرتبطة بهذا المرشح.
- وضع علامة واحدة فقط على اسم مرشح في الدائرة الانتخابية، دون الإشارة إلى أي قائمة: في هذه الحالة، يكون التصويت صالحاً للمرشح في الدائرة الانتخابية ويمتد صوت الناخب تلقائيًا إلى القائمة التي تدعمه؛ وفي حال كان هذا المرشح مرتبطًا بعدة قوائم، فيتم تقسيم صوته بالتناسب بين القوائم المرتبط بها المرشح، وإضافة نصيب كل قائمة على الأصوات التي حصلت عليها في تلك الدائرة.

وفي محاولة لتخفيف حدة التشرذم الحزبي، فلا يُسمح بالتصويت المجزأ

### ملخص بياني

#### من عام 2018 إلى عام 2022
| أعضاء مجلس النواب | أعضاء مجلس النواب                                   | أعضاء مجلس النواب | أعضاء مجلس النواب | مجلس الشيوخ | مجلس الشيوخ                                         | مجلس الشيوخ | مجلس الشيوخ    |
|                   |                                                     |                   |                   |             |                                                     |             |                |
| الطريقة           | الطريقة                                             | المقاعد           | النسبة المئوية    | الطريقة     | الطريقة                                             | المقاعد     | النسبة المئوية |
|                   | نظام الفائز الأول (نظام الدوائر الانتخابية الفردية) | 232               | 37%               |             | نظام الفائز الأول (نظام الدوائر الانتخابية الفردية) | 116         | 37%            |
|                   | نظام التمثيل النسبي                                 | 386               | 61%               |             | نظام التمثيل النسبي                                 | 193         | 61%            |
|                   | الدوائر الانتخابية في الخارج                        | 12                | 2%                |             | الدوائر الانتخابية في الخارج                        | 6           | 2%             |

#### منذ 2022
| مجلس النواب | مجلس النواب                                         | مجلس النواب | مجلس النواب | مجلس الشيوخ | مجلس الشيوخ                                         | مجلس الشيوخ | مجلس الشيوخ |
|             |                                                     |             |             |             |                                                     |             |             |
| الطريقة     | الطريقة                                             | المقاعد     | النسبة      | الطريقة     | الطريقة                                             | المقاعد     | النسبة      |
|             | نظام الفائز الأول (نظام الدوائر الانتخابية الفردية) | 147         | 37%         |             | نظام الفائز الأول (نظام الدوائر الانتخابية الفردية) | 74          | 37%         |
|             | نظام التمثيل النسبي                                 | 245         | 61%         |             | نظام التمثيل النسبي                                 | 122         | 61%         |
|             | الدوائر الانتخابية في الخارج                        | 8           | 2%          |             | الدوائر الانتخابية في الخارج                        | 4           | 2%          |

### توزيع المقاعد حسب المناطق

#### من 2018 حتى 2022
مجلس النواب
| المنطقة    | المقاعد | المنطقة               | المقاعد | المنطقة  | المقاعد | المنطقة             | المقاعد |
| ---------- | ------- | --------------------- | ------- | -------- | ------- | ------------------- | ------- |
| ابروز      | 14      | كامبانيا              | 60      | لومباردي | 102     | صقلية               | 52      |
| وادي أوستا | 1       | إميليا رومانيا        | 45      | ماركي    | 16      | ترينتينو ألتو أديجي | 11      |
| بوليا      | 42      | فريولي فينيتسيا جوليا | 13      | موليز    | 3       | توسكانا             | 38      |
| بازيليكاتا | 6       | لاتسيو                | 58      | بيدمونت  | 45      | أومبريا             | 9       |
| كالابريا   | 20      | ليغوريا               | 16      | سردينيا  | 17      | فينيتو              | 50      |

| الدائرة                               | المقاعد |
| ------------------------------------- | ------- |
| أوروبا                                | 5       |
| أمريكا الجنوبية                       | 4       |
| أمريكا الشمالية والوسطى               | 2       |
| آسيا وأفريقيا وأوقيانوسيا وأنتاركتيكا | 1       |

مجلس الشيوخ
| المنطقة    | المقاعد | المنطقة               | المقاعد | المنطقة  | المقاعد | المنطقة             | المقاعد |
| ---------- | ------- | --------------------- | ------- | -------- | ------- | ------------------- | ------- |
| ابروز      | 7       | كامبانيا              | 29      | لومباردي | 49      | صقلية               | 25      |
| وادي أوستا | 1       | إميليا رومانيا        | 22      | ماركي    | 8       | ترينتينو ألتو أديجي | 7       |
| بوليا      | 20      | فريولي فينيتسيا جوليا | 7       | موليز    | 2       | توسكانا             | 18      |
| بازيليكاتا | 7       | لاتسيو                | 28      | بيدمونت  | 22      | أومبريا             | 7       |
| كالابريا   | 10      | ليغوريا               | 8       | سردينيا  | 8       | فينيتو              | 24      |

| الدائرة                               | المقاعد |
| ------------------------------------- | ------- |
| أوروبا                                | 2       |
| أمريكا الجنوبية                       | 2       |
| أمريكا الشمالية والوسطى               | 1       |
| آسيا وأفريقيا وأوقيانوسيا وأنتاركتيكا | 1       |

### الاصلاحات

#### التكيف مع الإصلاحات الدستورية
كان الهدف الأساسي من القانون 51/2019، تكييف أو تعديل القانون المعروف بقانون روتشيتيللوم من أجل تقليل عدد المقاعد في كلا مجلسي البرلمان الإيطالي، النواب والشيوخ، وقد أصبح قانونًا انتخابياً في 26 يونيو 2019، وأُطلق عليه مسمى الإصلاح الانتخابي (بالإيطالية: riformina elettorale)، أو الإصلاح الانتخابي الصغير.
بدأت إجراءات التعديل الدستوري خلال الدورة التشريعية الثامنة عشرة من قبل حركة الخمسة نجوم، لتخفيض حجم كلا المجلسين بأكثر من الثلث (من 630 إلى 400 عضو في مجلس النواب ومن 315 إلى 200 عضو في مجلس الشيوخ). ولتجنب عدم التوافق مع التعديل المقترح، فقد كيَّـف قانون 2019 قانون روتشيتيللوم ، ووضع كسور لكل نوع من أنواع المقاعد (النسبية أو الخاصة بالدوائر الانتخابية) بدلاً من الأرقام الدقيقة. كانت نسبة مقاعد الدوائر الانتخابية من إجمالي عدد المقاعد وفقاً لقانون روتشيتيللوم تساوي 3/8 في كلا المجلسين، وقد احتفظ القانون 51/2019 بهذه النسبة.
إلى جانب حركة الخمسة نجوم، تم دعم القانون من قبل حزب ليغا وعارضه الحزب الديمقراطي، حتى انضم إلى حكومة كونتي الثاني في أغسطس 2019. 

#### قانون جرمانيكوم
في 9 يناير 2020 قدم جوزيبي بريشا، رئيس لجنة الشؤون الدستورية في مجلس النواب، مشروع القانون AC 2329 (المسمى جرمانيكوم Germanicum) الذي سيحل محل قانون روساتيللوم ، وهو نظام يقوم على التمثيل النسبي، وسيُلغي مشروع القانون الدوائر الانتخابية الفردية واستخدام القوائم المشتركة، ويرفع العتبة الانتخابية (نسبة الحسم) من ثلاثة إلى خمسة بالمائة على الصعيد الوطني، مع إنشاء ما يسمى بـ «حق المنصة» والذي ينص على أنه إذا لم يصل الحزب للعتبة الانتخابية على المستوى الوطني، فيمكنه الحصول على تمثيل في حال حصل في انتخابات مجلس النواب على معامل انتخابي في ثلاث دوائر انتخابية على الأقل في منطقتين، وفي مجلس الشيوخ على معامل انتخابي في دائرة انتخابية واحدة. بعدها سيتم توزيع المقاعد الخاصة بمجلس النواب وفقا للنتائج على المستوى الوطني أولاً ثم بعد ذلك في الدوائر انتخابية متعددة الأعضاء، بينما في مجلس الشيوخ تكون العملية متشابهة ولكن يتم توزيع المقاعد بناء على النتائج على المستوى الإقليمي أولاً، وفي ذلك يستخدم كلا المجلسين ما يسمى بحصة إمبيريال نسبة للسيناتور البلجيكي بيري امبيريال Pierre Imperiali.  

## النظم الانتخابية السابقة

### نظام إيتاليكوم (2015-2017)
قانون الانتخاب الإيطالي لعام 2015 ، المعروف باسم إيتاليكوم،  وهي التسمية التي أطلقها عليه عام 2014 سكرتير الحزب الديمقراطي ورئيس الحكومة لاحقًا ماتيو رينزي، الذي كان المؤيد الرئيسي للقانون حتى نهاية يناير 2015 بدعم من زعيم فورزا إيطاليا سيلفيو برلسكوني. يوفر القانون نظاماً انتخابياً من جولتين قائم على التمثيل النسبي للقوائم الحزبية (حيث تم استبعاد القانون السابق باعتباره غير دستوري)،  ومصححًا بمكافأة أغلبية وعتبة انتخابية بنسبة 3٪. وبناءً على هذا النظام يخوض المرشحون الانتخابات في 100 دائرة انتخابية متعددة الأعضاء إلى جانب القوائم المفتوحة، باستثناء مرشح واحد يختاره كل حزب وهو أول من يتم انتخابه.
ينظم هذا القانون والذي دخل حيز التنفيذ في 1 يوليو 2016، انتخاب مجلس النواب، ليحل بذلك محل قانون الانتخابات لعام 2005، والذي عدلته المحكمة الدستورية في ديسمبر 2013 بعد الحكم بعدم دستوريته جزئيًا. 
تمت صياغة القانون على افتراض أنه بحلول الوقت الذي يصبح فيه القانون ساري المفعول، يكون مجلس الشيوخ قد أصبح هيئة منتخبة بصورة غير مباشرة تمثل المناطق، ولكن بسلطات محدودة بشكل كبير، الأمر الذي يجعل إصلاح نظامه الانتخابي غير ضروري. كما أن عملية إصلاح مجلس الشيوخ، الذي تم رفضها في الاستفتاء على الدستور في 4 ديسمبر 2016، كان من المفترض أصلا أن يتم اعتمادها بحلول 1 يوليو 2016 دون الحاجة لاستفتاء.
كان هذا القانون هو الوحيد الذي تم المصادقة عليه من مجلس النواب ولكن لم يُطبق في أي انتخابات عامة.

#### خلفية تاريخية
لقد واجه القانون الانتخابي الذي أقرته حكومة يمين الوسط في 2005 انتقادات واسعة النطاق منذ الوهلة الأولى لصدوره: من بين تلك الانتقادات، شكك النقاد في مسألة استخدام قوائم المرشحين المغلقة الطويلة (التي أعطت قيادات الأحزاب سلطة كبيرة في تقرير تركيبة البرلمان) وكذلك آلية توزيع المقاعد الإقليمية في مجلس الشيوخ (الأمر الذي جعل من وجود «فائز واضح» في الانتخابات أقل احتمالا).
بعد محاولتين فاشلتين لإلغاء القانون عن طريق الاستفتاء، فشل القانون في الانتخابات العامة لعام 2013 في تكوين أغلبية في مجلس الشيوخ؛ ونتيجة لذلك، كانت الطريقة الوحيدة لتشكيل حكومة هي تشكيل التحالف الكبير بين أحزاب اليسار واليمين التي قاتلت بعضها البعض بشدة في الانتخابات وكان يُنظر إلى حكومة ليتا، المكونة من ذلك التحالف، من قبل العديد من الناس على أنها «الحكومة غير المنتخبة» الثانية على التوالي (بعد حكومة مونتي).
ومع أن الاتئلاف الكبير كان متفقاً في مسألة الحاجة إلى قانون جديد إلا أن احزاب الائتلاف فشلت في الاتفاق فيما بينها على نموذج انتخابي محدد، لدرجة أن المدير التنفيذي للحزب الديمقراطي رئيس الوزراء إنريكو ليتا ذهب إلى حد مطالبة حزبه بالتصويت ضد مبادرة برلمانية قدمها زميله في الحزب الديموقراطي روبرتو جياتشيتي لاستعادة العمل بقانون ماتاريلا السابق. ولربما أن ليتا فعل ذلك بدافع القلق من أن التحالف الكبير الذي يدعم حكومته قد يندثر.
في 4 ديسمبر 2013، قضت المحكمة الدستورية بعدم دستورية بعض بنود ومواد قانون الانتخابات لعام 2005. وعلى وجه الخصوص ألغت المحكمة مبدأ مكافأة الأغلبية غير المحدودة، وهذا ما جعل الإصلاح الانتخابي أكثر إلحاحًا من أي وقت مضى، حيث يُعتقد أن تطبيق النظام النسبي بدون معامل تصحيح الأغلبية غير متوافق مع نظام الأحزاب التنافسي في إيطاليا.
في 8 ديسمبر 2013، أصبح ماتيو رينزي الزعيم الجديد للحزب الديمقراطي، وتعهد في خطاب النصر بتغيير القانون الانتخابي لدرء مخاطر «الائتلافات الكبرى المستقرة». مبادرة رينزي تلك أدت في النهاية إلى توليه منصب رئيس للوزراء بدلا عن ليتا. وفي نهاية المطاف، اتفق رينزي مع سيلفيو برلسكوني على مجموعة من الإصلاحات المؤسسية، بما في ذلك قانون جديد يضمن إنتاج الأغلبية على أساس نظام انتخابي من جولتين، تم تصميمه لجعل الحاجة لتشكيل التحالفات الاضطراية الكبيرة أمرًا مستحيلًا.
ظل مشروع القانون يواجه معارضة شديدة حتى من الأحزاب التي اقترحته. ومع ذلك تمت المصادقة على القانون من قبل مجلس النواب في 12 مارس 2014 وبصيغة معدَّلة تمت المصادقة عليه في مجلس الشيوخ وبأغلبية كبيرة.
بعد انتخاب سيرجيو ماتاريلا رئيساً جديداً لإيطاليا في 31 يناير 2015، سحب برلسكوني دعمه لمشروع القانون من أجل الموافقة النهائية عليه من قبل مجلس النواب، حيث قررت حكومة برلسكوني ربط التصويت النهائي على القانون بتصويت على الثقة، الأمر الذي فُهم على أنه تلميح إلى انتخابات مبكرة في حال كانت نتيجة التصويت سلبية. وفي نهاية المطاف تمت الموافقة على مشروع القانون في 4 مايو 2015 ووقعه رئيس الجمهورية ماتاريلا بعد يومين.

#### الخصائص الرئيسية للقانون وآلياته
يُنظم قانون إيتاليكوم عملية توزيع 617 مقعدًا من 630 مقعدًا في مجلس النواب باستثناء 12 مقعدًا مخصصة لممثلي الإيطاليين القاطنين في الخارج، ومقعد واحد لمنطقة وادي أغشت أوستا فالي. ومن الخصائص الغريبة لهذا النظام، أنه يضمن إنتاج أغلبية وذلك من خلال منح ما يسمى بـ مكافئة الأغلبية jackpot للحزب أو لتكتل الأحزاب الفائز بأكثرية الأصوات في الانتخابات، وخاصة بعد الجولة الثانية، وذلك بهدف ضمان ثبات وتماسك الحكومات.
ينص القانون على تقسيم الأراضي الإيطالية إلى 100 دائرة انتخابية تنتخب كل دائرة مابين بين 3 إلى 9 نواب بحسب حجمها السكاني. تقوم الأحزاب بوضع قوائم بأسماء مرشحيها في كل دائرة انتخابية، ويجيز القانون لـ«رئيس القائمة» الترشح في ما يصل إلى 10 دوائر انتخابية، في حين يقتصر المرشحون الآخرون على الترشح في دائرة انتخابية واحدة فقط. يتم تعزيز مبدأ التوازن بين الجنسين من خلال اشتراط ألا يتجاوز عدد رؤساء القوائم من أي من الجنسين لنفس الحزب، في كل منطقة، مانسبته 60٪ من مجموع رؤساء القوائم المرشحون؛ بالإضافة إلى ذلك، يجب أن يكون ترتيب المرشحون في جميع القوائم في شكل متسلسل وبالتناوب بين الجنسين.
في الجولة الانتخابية الأولى، يحصل الناخبون على وقة اقتراع تسمح لهم بالتصويت لحزب واحد وللمرشح الذي يتصدر قائمة الحزب (والمطبوع إسمه مسبقًا على بطاقة الاقتراع)، كما يتم منح الناخبين ما يصل إلى صوتين إضافيين تفضيليين بإمكانهم الإدلاء بها لمرشحين آخرين من نفس الحزب من خلال كتابة إسميهما بجانب رمز قائمة الحزب في ورقة الاقتراع. وعند الادلاء بالصوتين التفضيليين يجب مراعاة مبدأ التوازن الجنسي أي منح صوت لمرشح ذكر وصوت لمرشح أنثى، وإلا سيصبح التفضيل الثاني ملغي.
فقط الأحزاب التي ستتجاوز العتبة الانتخابية (نسبة الحسم) المحددة ب 3% كحد أدنى من الأصوات، ستحصل على نصيبها من المقاعد بحسب نسبتها من الأصوات. في حال حصل أي حزب على أكثرية الأصوات وتجاوز عتبة 40% من مجموع الأصوات، فيمنح تلقائياً 340 مقعداً كحد أدنى (كي يصل إلى ما يعادل 54% من مجموع المقاعد)، وإن تجاوزت نسبته من الأصوات 54% فيحصل على مقاعد بما يعادل نسبته من الأصوات، والعدد المتبقي من المقاعد يٌوزع بين الأحزاب كل بحسب نسبته، وبذلك تنتفي الحاجة لإجراء جولة انتخابية ثانية.
في حال لم يتجاوز أي حزب عتبة الـ40%، يتم إجراء جولة ثانية بعد أسبوعين من تاريخ الجولة الأولى. وفي هذه المرة يتم منح الناخبين بطاقة إقتراع تمكنهم من الاختيار بين الحزبين الحاصلين على معظم الأصوات في الجولة الأولى، ويفوز الحزب الذي يحصل على 340 مقعد، فيما يتم توزيع المقاعد الـ277 المتبيقة بين الأحزاب الأخرى بحسب نسبتها من الأصوات التي حصلت عليها في الجولة الأولى.
عملية التوزيع النسبي للمقاعد تتم بطريقة المتبقي الأكبر. ووفقا لهذه الطريقة يحصل كل حزب على عدد معين من المقاعد حسب نتيجته من الأصوات على المستوى الوطني، ثم تُسقط هذه المقاعد على الـ100 دائرة، ثم توزع على مرشحي كل دائرة بدءًا من رئيس القائمة ثم على المرشحين الآخرين حسب ما حصل كل منهم من الأصوات التفضيلية.
هناك تعديل قانوني يُعرف بـ«تعديل إراسموس» يضمن حق التصويت للإيطاليين الدارسين في الخارج ضمن برنامج إراسموس.

#### عرض دستوري
في 24 فبراير 2016 أرسلت إحدى المحاكم في ميسينا قانون الانتخابات إلى المحكمة الدستورية لمراجعته وذلك استجابة لطلب الملتمسين بمراجعة القانون. ودعا القضاة المحكمة الدستورية بالبت فيما إذا كانت ثمانية من أصل 13 إدعاء تقدم بها الملتمسين تثبت بأن قانون إيتاليكوم ينتهك الدستور الإيطالي. المحكمة الدستورية بإمكانها دائما أن تقرر بأن فرضية انتهاك الدستوري غير موجودة بل بإمكانها رفض طلب المراجعة. هذا ومن غير المتوقع صدور قرار المحكمة إلا بعد يناير 2017.
مشروع الإصلاح الدستوري الذي أقره مجلس النواب في أبريل 2016، والذي لا يزال في انتظار المصادقة عليه من خلال استفتاء شعبي، سيحتم على المحكمة الدستورية أن تبت في موضوع الشرعية الدستورية لقانون الانتخابات، حتى لو تم رفض الطلب المذكور أعلاه. ومثل هذا الاجراء الغير معتاد لن يحدث إلا إذا وافق الاستفتاء الشعبي على المشروع

### بورشيللوم(2005 - 2015)
كانت تكتنف قانون الانتخابات السابق المسمى بورشيللوم سلسلة من العقبات التي كان ينبغي تجاوزها لتحفيز الاحزاب السياسية لتشكيل الائتلافات. وقد حل محل ما يسمى بقانون انتخاب الأعضاء الاضافيين، والذي تم تقديمه في تسعينيات القرن الماضي. وقد فشلت محاولة تعديل القانون الانتخابي من خلال الاستفتاء،  بعدها قامت المحكمة الدستورية بإصدار الحكم رقم 1 لسنة 2014 لشطب بعض البنود الغير دستورية والتي كانت جزء من القانون.
في إيطاليا كان يُطبق نظام الكتلة الانتخابي على المستوى الوطني لانتخاب مجلس النواب وعلى المستوى الإقليمي لانتخاب مجلس الشيوخ، حيث تنقسم إيطاليا إلى عدد معين من الدوائر الانتخابية لغرض انتخاب مجلس النواب بينما يُنتخب مجلس الشيوخ من قبل المناطق، بحيث تنتخب كل منطقة ممثل لها (سيناتور) في المجلس، وبحيث يتم تخصيص عدد من المقاعد لكل منطقة بما يتناسب مع عدد سكانها من إجمالي عدد سكان إيطاليا، ويعتبر الحزب أو الائتلاف فائزا بالانتخابات في حال حصوله على 55٪ على الأقل من المقاعد على المستوى الوطني في مجلس النواب وعلى المستوى الإقليمي في مجلس الشيوخ، فيما يتم توزيع بقية المقاعد بين أحزاب الأقلية كل بحسب نسبته من الأصوات التي حصل عليها على المستوى الوطني وعلى المستوى الإقليمي كل على حده. فيما يخص مجلس النواب يتم بعد ذلك توزيع المقاعد التي فاز بها كل حزب على مستوى المناطق لتحديد المرشحين المنتخبين، بحيث يتم اختيار المرشحين الفائزين من القوائم حسب ترتيبهم التسلسلي في القائمة (من فوق إلى تحت)، فعلى سبيل المثال لو أن حزب معين حصل على عشرة مقاعد في المنطقة، فيكون أول عشرة مرشحين مدرجين في قائمة الحزب هم من سيحصل على مقاعد الحزب في مجلس النواب.
القانون الانتخابي يجيز رسميا تشكيل الائتلافات الحزبية. ولكي يكون الحزب جزءاً من أي ائتلاف، يجب عليه أن يوقع على البرنامج الانتخابي للائتلاف وأن يعلن دعمه لمرشح الائتلاف لمنصب رئيس الوزراء

#### مجلس النواب
لغرض انتخاب مجلس النواب، تنقسم أراضي إيطاليا إلى 26 دائرة انتخابية: لومباردي لها ثلاث دوائر انتخابية، ودائرتان انتخابيتان لكل من بيدمونت، وفينيتو، ولازيو، وكامبانيا، وصقلية، وجميع بقية المناطق الأخرى لكل منها دائرة انتخابية واحدة. كل هذه الدوائر تنتخب بشكل مشترك 617 عضواً. بالإضافة إلى ذلك، يتم انتخاب عضو واحد من وادي أوستا، كما يتم انتخاب 12 عضواً مقابل دائرة انتخابية تمثل الإيطاليين في الخارج. يتم توزيع المقاعد على الأحزاب السياسية التي تتجاوز نسبة أصواتها العتبة الانتخابية على المستوى الوطني:
- 10 % كحد أدنى للائتلاف. إذا لم يتم استيفاء هذا الشرط، فيطبيق حد الـ 4 % للأحزاب منفردة.
- 4 ٪ كحد أدنى لأي حزب ليس داخلاً في ائتلاف.
- 2 % كحد أدنى لأي حزب في الائتلاف، باستثناء أن أول حزب تحت 2% في ائتلاف يحصل على مقاعد.

كذلك الاحزاب التي تمثل أقليات لغوية تحصل على مقاعد في حال حصلت على 20% على الأقل من الأصوات في دائرتها الانتخابية.
ومن أجل ضمان أغلبية فاعلة، فإن الائتلاف أو الحزب الذي يحصل على أكثرية الأصوات ولكن بما يعادل أقل من 340 مقعداً، يُمنح مقاعد إضافية (مكافئة الأغلبية) كي يصل إلى هذا العدد من المقاعد، وهو ما يعادل 54% من المقاعد تقريباً.
في إطار كل ائتلاف يتم توزيع المقاعد بين الأحزاب بطريقة هير، وبالتالي توزيعها على كل دائرة انتخابية لتحديد المرشحين الفائزين فيها.

#### مجلس شيوخ الجمهورية

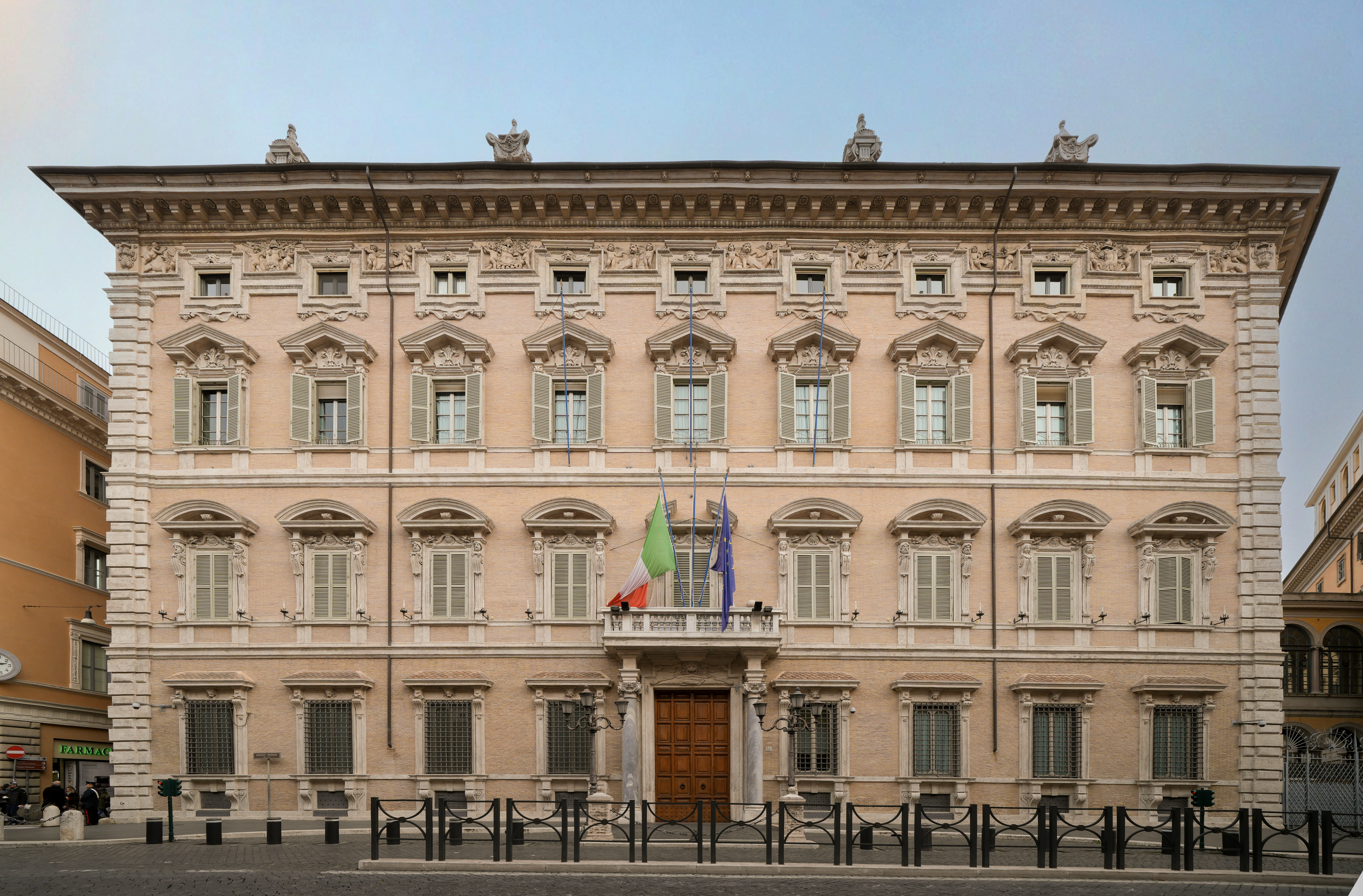
قصر ماداما، مقر مجلس شيوخ الجمهورية، ويسمى بالفرع العلوي للبرلمان الإيطالي.

فيما يخص انتخاب مجلس الشيوخ، تتوافق الدوائر الانتخابية مع مناطق أيطاليا الـ20، بالإضافة إلى 6 أعضاء لتمثيل الإيطاليين في الخارج. النظام الانتخابي لمجلس الشيوخ مشابه في بعض أجزاءه لنظام انتخاب مجلس النواب، والذي تُطبَّق جوانب متعددة منه على المستوى الإقليمي. وفقا لقرار المحكمة الدستورية رقم 1/2014، فإن نظام التصويت لمجلس الشيوخ يهدف إلى التمثيل النسبي للقوائم الحزبية بدون تطبيق مبدأ مكافئة الأغلبية، وتختلف العتبات الانتخابية هنا عن العتبات المطبقة في انتخاب مجلس النواب، حيث يتم تطبيق العتبات على المستوى الإقليمي كما يلي:
- 20 % كحد أدنى للائتلاف
- 8 % كحد أدنى لأي حزب ليس في الائتلاف
- 3 % كحد أدنى لكل حزب في الائتلاف

إن نظام انتخاب لمجلس الشيوخ بدون تطبيق بند مكافئة الأغلبية لا يضمن إنتاج أكثرية واضحة في المجلس لأي حزب أو قائمة حزبية، بعكس نظام التوزيع الوطني الرائع المطبق في انتخابات مجلس النواب.

#### الانتقادات الموجهة للنظام الانتخابي
تعرض النظام الانتخابي لانتقادات واسعة من قِبل معارضة يسار الوسط منذ تقديمه لأسباب كثيرة، منها، عدم الاستقرار، التحيز للأحزاب الكبيرة، والحزبقراطية، وعدم التكيف مع استطلاعات الرأي العام بالإضافة إلى عدم التوافق عليه مع المعارضة كون القانون تم تمريره من قبل الأكثرية دون مراعاة لرأي المعارضة. ورأى كثيرون أن «قواعد اللعبة» يجب أن يتوافق عليها الجميع، لا أن يفرضها طرف واحد. ويرى معارضو النظام الانتخابي الحالي أن النظام أقل استقرارًا من نظام الأعضاء الإضافيين السابق. كما أن هذا النظام لا يضمن في انتخاب مجلس الشيوخ، القائم على أسس إقليمية، تحقيق أغلبية واضحة في المجلس، وهذا ما قد يمهد الطريق لأزمات حكومية متكررة. غير أنه وعلى الرغم من هذه الانتقادات، فقد فاز تحالف برلسكوني بعد انتخابات عام 2008 بأغلبية واضحة في كل من مجلس النواب ومجلس الشيوخ.
منذ اللحظات الأولى لتطبيق هذا القانون دأبت الصحافة وبشكل واسع على توجيه الانتقادات إليه زاعمة أن النظام الجديد قد تم تصميمه حسب رغبة حكومة سيلفيو برلسكوني من أجل منح ائتلافه بيت الحريات ميزة في انتخابات عام 2006، وذلك من خلال إلغاء مقاعد العديد من أحزاب اليسار الصغيرة والتي قد لا تتمكن من الوصول إلى عتبة 2٪. ولذلك، شكلت هذه الأحزاب الصغيرة تحالفات للوصول إلى العتبة الانتخابية، وحقق تكتل يسار الوسط انتصارًا مفاجئًا على الرغم من النظام.
من المزاعم الأخرى، أن الاحزاب الإيطالية احتفظت بسلطة كبيرة في الجمهورية الأولى، مستكشفة الخيارات التي كانت لدى المواطنين في الانتخابات؛ هذا القانون سيعتمد القوائم الانتخابية الثابتة، مما يتيح للناخبين التعبير عن تفضيلهم لقائمة ما فقط وليس لمرشح معين، وسيكون بإمكان الأحزاب الاستفادة من هذا من أجل ضمان إعادة انتخاب الشخصيات الحزبية التي لا تحظى بشعبية انتخابية ولكنها قوية داخل أحزابها، فتضعف فرصها في الفوز في ظل نظام الفائز الأول، وهو النظام الذي لم يُطبق في شكله البحت في إيطاليا على الإطلاق من بعد الحرب العالمية الأولى.
في الانتخابات الإيطالية، تنحوا أحزاب اليسار لتحقيق نتائج أفضل في ظل أنظمة المنافسة المباشرة من النتائج الت قد تحققها في ظل أنظمة التصويت النسبية، والدليل غلى ذلك وجود ناخبين يثقون في المرشحين اليساريين ولكن لايثقون بأحزاب اليمين. ومن المزاعم أيضاً أن الأكثرية البرلمانية المكونة من يمين الوسط قامت بهذا الإصلاح لتعزيز فرصها في الانتخابات المقبلة في عام 2006، والتي خسرتها بهامش ضئيل جداً.

### قانون ماتاريلوم(1993-2005)
بين العامين 1991 و 1993، وبناءً على استفتائين وتشريعات تم تعديل قانون الانتخابات الإيطالي بشكل واسع. ويتحدد قانون الانتخابات في إيطاليا من قبل البرلمان وليس من قبل الدستور. هذا، إلى جانب الانهيار المتزامن لنظام الأحزب الإيطالي، يؤكد عملية التحول بين الجمهوريتين الإيطاليتين الأولى والثانية.

#### إستفتائين
لم يسفر نظام التمثيل النسبي شبه البحت في الجمهورية الأولى عن التشرذم السياسي وبالتالي عدم استقرار الحكومات فحسب، بل أفضى أيضًا إلى عزل الأحزاب عن الناخبين والمجتمع، وعُرفت هذه الحالة في الإيطالية باسم partitocrazia (حزبقراطية)، كما أدى النظام إلى فساد وإلى ممارسة ما يسمى بـ سياسة برميل لحم الخنزير. وبالرغم من وجود عوائق كبيرة، فإن الدستور الإيطالي يسمح بإجراء ما يسمى باستفتاءات الإلغاء أو النقض، وهي نوع من الاستفتاءات الشعبية والتي تُجرى بناءً على طلب من المواطنين أنفسهم لإلغاء قانون معين أو أجزاء من القوانين مقرة من البرلمان (مع وجود استثناءات).
إحدى الحركات الإصلاحية تُعرف باسم COREL (وهي لجنة لدعم الاستفتاءات الانتخابية)، بقيادة عضو DC المستقل ماريو سيجني، اقترحت إجراء ثلاثة استفتاءات، وافقت المحكمة الدستورية على واحد منها وهو استفتاء يونيو 1991 الذي طرح على الناخبين السؤال عما إذا كانوا يريدون تقليص عدد الاصوات التفضيلية، في انتخاب مجلس النواب من ثلاثة أو أربعة أصوات إلى صوت واحد للحد من إساءة استخدام نظام القائمة المفتوحة من قبل النخب الحزبية وضمان التمثيل الدقيق للمقاعد البرلمانية من قبل المرشحين الحائزين على شعبية الناخبين. وبمشاركة 62.5 ٪ من الناخبين الإيطاليين، تمت الموافقة على الاستفتاء بنسبة 95 ٪ من أصوات الناخبين المشاركين، واعتُبِرت هذه النتيجة على أنها بمثابة التصويت ضد الـ حزبقراطية partitocrazia، التي شنت حملة مضادة للاستفتاء.
تحت تأثير نشوة انتصارهم في 1991، وعلى وقع تكشف فضائح ماني بوليتي الشهيرة وخسائر الأحزاب التقليدية الفادحة للأصوات في الانتخابات العامة 1992 تقدم الاصلاحيون بطلب استفتاء آخر يلغي نظام التمثيل النسبي لانتخاب مجلس الشيوخ الإيطالي ويدعم ضمنيًا نظام تعددي من شأنه أن يجبر الأحزاب نظريًا على الالتفاف حول قطبين أيديولوجيين، وبالتالي توفير الاستقرار السياسي للحكومة. وقد جرى الإستفتاء في أبريل 1993 وحصل على موافقة 80% من المشاركين فيه، وبعد ثلاثة أيام انهارت حكومة أماتو. في يونيو 1993 أجريت انتخابات محلية ما يدل على ضعف الشرعية التي يمثلها البرلمان الحالي، الأمر الذي دعى الرئيس الإيطالي، أوسكار لويجي سكالفارو، بتعيين حكومة تكنوقراطية، بقيادة الرئيس السابق لبنك إيطاليا، كارلو أزيليو تشيامبي، مع تكليف الحكومة بمهمة وحيدة وهي صياغة قانون انتخابي جديد.
مع أن البرلمان لم يكن ملزمًا دستوريًا بسن نظام يقوم على أغلبية بحته، ولم يكن ملزما أيضاً بإصدار قانون انتخابي جديد لانتخاب المجلس، وكان مدركا لتراجع الدعم الشعبي له، إلا أنه أصدر قانونًا انتخابيًا جديدًا في أغسطس 1993 يقوم على أساس الدوائر الفردية أي ذات العضو الواحد ليعكس بذلك مصالح أعضاء البرلمان الذاتية. وبالرغم من ذلك، فقد سقط الكثير منهم في الانتخابات العامة في مارس 1994.

#### القانون الانتخابي خلال تلك الفترة
في الانتخابات الوطنية الإيطالية كان يُستخدم ما يسمى بـ نظام الأعضاء الإضافيين، وهو نظام مختلط، حيث تم تخصيص 75٪ من المقاعد باستخدام نظام الفائز الأول و 25٪ باستخدام نظام التمثيل النسبي، وتتم الانتخابات بجولة انتخابية واحدة. ولم يختلف مجلس الشيوخ عن مجلس النواب في طريقة توزيع المقاعد النسبية، فكلاهما كان يستخدم طريقة د’هونت D'Hondt لتوزيع المقاعد.
كان مجلس الشيوخ يضم 315 عضواً، منهم:
- 232 عضواً يُنتخبون بصورة مباشرة في الدوائر الانتخابية ذات العضو الواحد.
- 83 عضواً يتم انتخابهم عن طريق التمثيل النسبي الإقليمي.
- عدد صغير ومتغير من الأعضاء الذين يتم تعيينهم في المجلس مدى الحياة من قِبل رئيس الجمهورية وفقًا لأحكام دستورية خاصة، ويطلق عليهم صفة الاعضاء المؤبدين، وهم رؤساء الجمهورية السابقين وما لا يزيد عن 5 أعضاء من فئة العلماء والكتاب والفنانين والشخصيات الاجتماعية والسياسيين والأباطرة.

يُنتخَب مجلس الشيوخ في جولة إقتراع واحدة. كل الأصوات التي لا تفضي إلى فوز مرشح كانت توضع في صندوق إقليمي، حيت تُوزع تناسبياً، ولم تكن هناك أي عتبات انتخابية (نسب حسم) في انتخابات مجلس الشيوخ.
أما مجلس النواب الإيطالي فكان يتكون من 630 عضواً، منهم:
- 475 يتم انتخابهم في الدوائر الانتخابية ذات العضو الواحد.
- 144 يتم انتخابهم بنظام التمثيل النسبي الإقليمي.

كان يتم انتخاب مجلس النواب من خلال ورقتين للتصويت. في الورقة الأولى كان يُنتخب عضو الدائرة الانتخابية على قاعدة الأغلبية، أما ورقة التصويت الثانية، والتي تحتوى على الأحزاب أو القوائم الحزبية فقط، فكانت تُستخدم لتحديد عدد المقاعد النسبية التي يتم توزيعها في كل دائرة وطنية واحدة وبنسبة انتخابية 4% على الأقل كشرط للتمثيل الحزبي.
لغرض جدولة أصوات التمثيل النسبي، كانت تُستخدم آنذاك آلية معقدة تُعرف ب اسكوربورو scorporo ولم تكن هذه الكلمة متداولة في مجال السياسة الإيطالية. كل الأصوات المدلاة للمرشح الذي حصل على الترتيب الثاني في ورقة التصويت الأولى الخاصة بانتخاب عضو الدائرة يتم طرحها من عدد الأصوات التي حصل عليها في ورقة التصويت الثانية حزب المرشح الفائز في الدائرة في ورقة التصويت الأولى. وتكرر هذه العملية في كل دائرة انتخابية. وقد تم تطوير هذه الآلية للحد من تأثير نظام الفائز الأول، والتي تم التعبير عنها في الاستفتاءات، والذي كان يُخشى أن هذا النظام قد يُعزز من هيمنة حزب سياسي واحد، وخاصة الأحزاب القوية في منطقة جغرافية واحدة.
كما اعتمد القانون نظام القائمة المغلقة للقوائم الحزبية في ورقة التصويت الثانية، ما يعني استبعاد الناخبين من القرار المتعلق بأعضاء هذا الحزب أو ذاك الذين سيدخلون البرلمان، وبالتالي ضمان إعادة انتخاب قادة الأحزاب الذين تراجعت شعبيتهم بشكل سريع. ومن المفارقات أن ذلك هو ما سمح ل ماريو سيجني، زعيم حزب حركة الإصلاح، بدخول البرلمان عبر ورقة التمثيل النسبي بعد انتخابات مارس 1994، بعد أن كان قد انفصل عن حزبه في مارس 1993، ثم اتحد مرة أخرى مع إحدى بقاياه المتشرذمة في ديسمبر.
هذا النظام لم يحقق تطلعات الناخبن، فقد أنتج أول برلمان تم انتخابه بعد الإصلاح الانتخابي حكومة سيلفيو برلسكوني الأولى، والتي استمرت ثمانية أشهر. وكانت الأحزاب لا تزال تدخل البرلمان وتشكل ائتلافات غير مستقرة. من ناحية أخرى، يبدو أن الأحزاب السياسية في إيطاليا تتحد حول قطبين إثنين، وإن بشكل غير كامل، وقد استمرت الحكومات لفترة أطول، على الأقل بالمعايير الإيطالية. على هذا المستوى، يمكن النظر إلى الإصلاح الانتخابي على أنه تحسين لقانون الانتخابات السابق، حتى وإن إيطاليا قد تحولت الآن إلى نظام القائمة الحزبية.

### النظام الانتخابي خلال الفترة 1946-1993
بين عامي 1946 و 1993 استخدمت إيطاليا نظام التمثيل النسبي الشبه كامل والذي كان محكوماً بشرطين هامين:
1. أن يحصل الحزب على 300.000 صوت على الأقل على المستوى الوطني
2. كانت إيطاليا تنقسم إلى 32 منطقة انتخابية تسمى سيركوسكريزيوني (circoscrizioni) ذات أحجام مختلفة، والتي مُنحت عددًا معينًا من المقاعد في البرلمان بناءً على عدد السكان (على سبيل المثال، حصلت روما آنذاك على أكثر من 50 مقعداً). داخل كل منطقة انتخابية تم تقسيم المقاعد بشكل تناسبي؛ ولكي يصبح عضو الحزب عضواً في البرلمان، يجب أن يتم انتخابه مباشرة داخل إحدى هذه المناطق بما يقارب 60.000 صوت. وقد وزع هذا النظام ما يقارب 90% من مقاعد مجلسي البرلمان. الأصوات التي لم تذهب لمرشح فائز، كانت توضع في دائرة انتخابية وطنية واحدة ثم يتم توزيعها تناسبياً وكانت تستخدم لتوزيع الـ 10% المتبقية، وبالتالي كانت تلك المقاعد تذهب إلى المرشحين غير المنتخبين بشكل مباشر.

علاوة على ذلك، كان بإمكان الناخبون من تسجيل تفضيلاتهم للمرشحين ضمن قائمة حزبية معينة، من أجل منع الأحزاب من استغلال نوذهم التي اكتسبوه من قدرتهم على صياغة قوائمهم الحزبية. ولكن في الواقع العملي، كانت الأحزاب قادرة على التلاعب بهذه الأرقام حتى يتمكن الأعضاء المفضلون، أي الأعضاء الموالون لجناح معين داخل الحزب، من دخول البرلمان.
وبما أنه لم يكن من الصعب تحقيث تلك الشروط فقد خدم هذا النظام الأحزاب الصغيرة. ومما فاقم هذا الوضع في الواقع أكثر، هو أن مجلس النواب يضم 630 مقعداً. وكون القانون الانتخابي لم ينص على أي آلية لاستبعاد الأحزاب الصغيرة (بل بالعكس، بدا وكأنه مصمم لتشجيعها) ولم يقدم أي حوافز لتجنب الانقسامات الحزبية، فقد أدى ذلك إلى اضطرابات سياسية وإلى تشكل حكومات ائتلافية غير مستقرة للغاية، إذ بلغ متوسط عمر الحكومات تسعة أشهر. وبسبب عدم قدرة الناخبين في السيطرة على عملية اختيار المرشحين الذين يدخلون البرلمان، كانت الأحزاب السياسية معزولة عن رغبات المواطنين، حتى أصبحت العلاقة بين النخب السياسية والجماهير قائمة على المحسوبية، حيث أصبحت العلاقة بين الناخبين والسياسة خاضعة للمتاجرة والمحسوبية من الطرفين، أي أصبحت مرهونة بشكل عام بما سيقدمه هذا الحزب أو ذاك للمنطقة أو لمجموعة من السكان دون غيرهم من فوائد أو مشاريع من وجهة نظر الناخبين، ومن وجهة نظر المرشحين والأحزاب تركيزهم على دعم المناطق التي يرون أن فرص فوزهم فيها أكبر وحرمان المناطق الأخرى، وقد أُطلق على هذا النوع من السياسة، سياسة براميل لحم الخنزير.